# Milka Stojanović
Milka Stojanovic (Belgrado, 13 de enero de 1937-1 de septiembre de 2023) fue una soprano serbia.

## Biografía
Hija de Ljubinka Vojinović y Svetomir Stojanović. Tenía una hermana, Zagorka Stojanovic. Estudio en la Universidad de Belgrado.
Fue alumna de Zdenka Ziková en Belgrado. Su carera internacional comenzó en 1962, cuando apareció en el Festival de Edimburgo.
En 1975 grabó un álbum para Radio Televisión de Belgrado titulado En el mundo de la ópera, que contenía obras de Verdi, Puccini, Giordano, Francesco Cilea y Ponchielli. Su segundo álbum Grandes Interpretaciones, salió en 1992 y fue reeditado en 1998 como CD.
Contrajo matrimonio con Zivan Saramandic desde 1939 a 2012.

## Filmografía
- 1969, Operación 30 letras
- 1974, Edad de oro
- 2020, De pies a cabeza